# Paolo Gucci
Pour les articles homonymes, voir Gucci (homonymie).
Paolo Gucci (29 mars 1931 - 10 octobre 1995) est un homme d'affaires italien qui fut vice-président et directeur de la création de Gucci. Il est crédité pour avoir participé à la création du célèbre logo en double G de l'entreprise.
Désirant lancer sa propre ligne, il franchit le pas en 1980 en utilisant le nom de Gucci sans demander la permission à son père Aldo et à son oncle Rodolfo. En conséquence, il est exclu de l'entreprise la même année et se voit même poursuivi en justice par son père. Désirant se venger, il complote avec son cousin Maurizio Gucci pour évincer son père de l'entreprise, ce qui arrivera en 1986. Dans le même temps, il le dénonce à l'administration américaine pour fraude fiscale, ce qui vaudra à son père de passer un an en prison. L'année suivante, il vend la totalité de ses parts dans Gucci à Investcorp pour 42,5 millions $ puis mène une vie de mondain. Cependant, du fait de son train de vie dispendieux, de ses trois mariages ou relations et cinq enfants et de son inaptitude dans les affaires, il finit ruiné en 1993 avant de mourir deux ans plus tard à 64 ans d'une hépatite.

## Biographie
Paolo Gucci est né le 29 mars 1931 à Florence d'Olwen Price et d'Aldo Gucci, fils de Guccio Gucci, le fondateur de Gucci. Il est directeur de la création de l'entreprise à la fin des années 1960. En 1978, son père le nomme vice-président.
En 1980, Paolo lance secrètement sa propre entreprise en utilisant le nom de Gucci sans en demander la permission à son père, ni à son oncle Rodolfo. Quand ils découvrent cela, ils sont furieux et le renvoient de Gucci en septembre 1980. De plus, son père Aldo le poursuit en justice, menaçant de fermer tout fournisseur Gucci qui s'engagerait avec Paolo.
En 1984, cherchant à se venger, Paolo fait retirer son père Aldo de l'entreprise avec l'aide de son cousin Maurizio Gucci, devenu depuis peu l'actionnaire majoritaire. De plus, Paolo met également au courant l'administration américaine de l'évasion fiscale de son père. En 1986, Aldo est condamné à un an et un jour de prison pour fraude fiscale,,,. En 1987, Paolo vend la totalité de ses parts dans Gucci à Investcorp pour 42,5 millions $. En raison de son train de vie dispendieux et de mauvaises décisions commerciales, il finit ruiné en 1993.

## Vie privée
En 1952, Paolo Gucci épouse Yvonne Moschetto avec qui il a deux filles : Elisabetta et Patrizia. Ils divorcent finalement, et il épouse en deuxièmes noces la mondaine britannique Jenny Garwood en 1977 avec qui il a une autre fille nommée Gemma Gucci. En 1990, il se sépare de sa deuxième épouse après avoir commencé une liaison extra-conjugale avec Penny Armstrong, âgée de 19 ans. Il a deux enfants hors mariage avec elle, Alyssa et Gabriele. En 1994, il passe cinq semaines en prison pour avoir omis de payer une pension alimentaire à sa deuxième épouse Jenny Garwood et leurs filles. Paolo Gucci meurt à Londres le 10 octobre 1995 à l'âge de 64 ans d'hépatite chronique en pleine procédure de divorce,.

## Armoiries

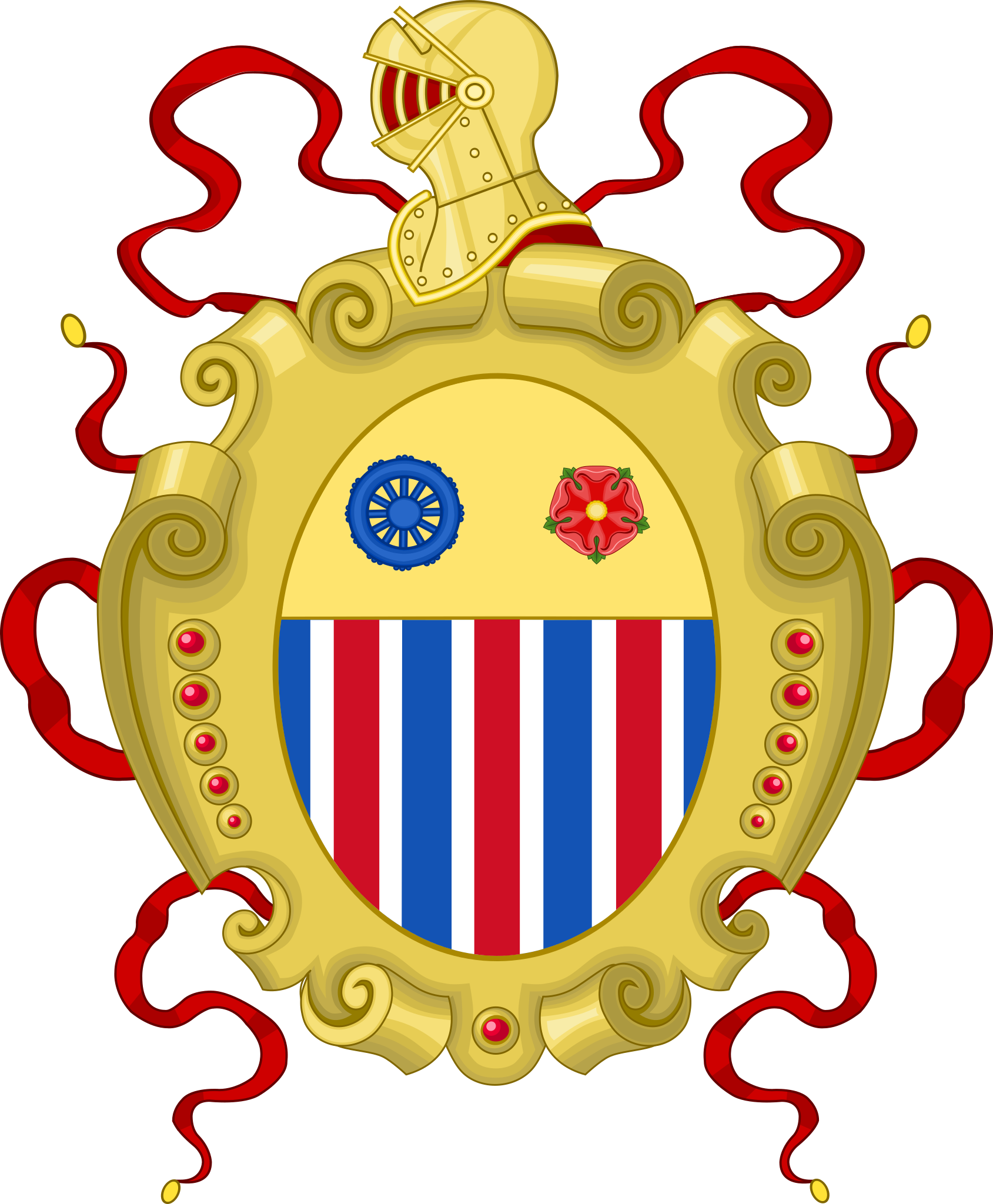
Les armoiries Gucci.

Guccio Gucci, son fils aîné Aldo Gucci, les fils de ce-dernier (Giorgio, Paolo et Roberto), et son petit-fils Uberto Gucci ont revendiqué le droit d'utiliser un blason familial héréditaire lors du passage du royaume d'Italie, qui était gouverné par la maison de Savoie, à la république italienne en 1946.
La description du blason, tel qu'enregistré dans les archives de Florence, est le suivant : « D'azur, à trois perches rouges bordées d'argent (blanc) ; un chef d'or, chargé à droite (dextre) d'une roue d'azur, et à la gauche (sinistre) d'une rose de rouge » (D'azzurro, a tre pali di rosso bordati d'argento; e al capo d'oro caricato a destra di una ruota d'azzurro, e a sinistra di una rosa di rosso).
Traduction : « Famille de San Miniato; Giacinto Gucci et ses frères ont été admis à la noblesse de San Miniato en 1763 (à cette occasion, il est déclaré que la famille était venue de Crémone en 1224); Giuseppe di Gaetano Gucci, d'autre part, fut admis à la noblesse de Fiesole en 1839. Francesco di Benedetto Gucci obtint la nationalité florentine en 1601, pour la bannière du Lion d'Or ; Giovanni Battista de Giovan Piero Gucci l'obtint en 1634, sous la bannière Scala ».
Les documents judiciaires, les dossiers et les décisions ultérieures indiquent que, parce que la famille Gucci a déposé les armoiries en 1955, le blason est transféré avec la vente de la société Gucci par Maurizio Gucci à Investcorp et aux propriétaires ultérieurs en 1993. Cependant, Uberto Gucci (né en 1960), fils de Roberto Gucci et petit-fils d'Aldo Gucci, affirme que la famille Gucci a toujours le droit d'utiliser les armoiries ancestrales des Gucci.

## Dans la culture populaire
Dans le film House of Gucci (2021), Paolo Gucci est interprété par l'acteur américain Jared Leto. En avril 2021, la fille de Paolo, Patrizia Gucci, critique la représentation de son père (cheveux négligés, costume lilas) dans le film, déclarant qu'elle « se sent offensée ». Malgré cela, la prestation de Leto reçoit les louanges des critiques de cinéma et lui vaut des nominations aux prix du meilleur acteur dans un second rôle lors des Critics' Choice Movie Award et Satellite Award,.